# Tour de Romandie 2025
Die Tour de Romandie 2025 war die 78. Austragung des Schweizer Etappenrennens. Das Radrennen fand vom 29. April bis zum 4. Mai im Rahmen von fünf Etappen und einem Prolog statt und ist Teil der UCI WorldTour 2025.
Den Gesamtsieg sicherte sich der Portugiese João Almeida (UAE Team Emirates-XRG) mit einem Vorsprung von 26 Sekunden vor dem besten Nachwuchsfahrer Lenny Martinez (Groupama-FDJ). Platz drei ging mit 41 Sekunden Rückstand an seinen Teamkollegen Jay Vine (UAE Team Emirates-XRG), der sich zugleich in der Punktewertung durchsetzte. Die Bergwertung ging an den Deutschen Ben Zwiehoff (Red Bull-Bora-hansgrohe). In der Mannschaftswertung setzte sich das UAE Team Emirates-XRG durch.

## Etappen
Insgesamt mussten die Fahrer auf den sechs Abschnitten 683,3 Kilometer zurücklegen. Es standen drei hüglige Etappen und eine Bergankunft sowie zwei Einzelzeitfahren auf dem Programm. Nach dem Prolog in der Gemeinde Saint-Imier führte die Strecke auf hügligem Terrain von Münchenstein nach Freiburg. Die dritte Etappe wurde am Ufer des Neuenburgersee auf einem Rundkurs ausgetragen, der über mehrere Anstiege der Jura führte. Als Startort diente dabei La Grande Béroche. Tags drauf wurde ein weiterer hügeliger Abschnitt in der Gemeinde Cossonay abgehalten, wobei sich das Ziel im Anschluss an den Col du Mollendruz am Ende einer kurzen Schlusssteigung befand. Die fünfte Etappe führte über mehrere Anstiege durch das untere Rhonetal und ging mit einer Bergankunft in Thyon auf einer Höhe von 2090 Metern zu Ende. Der Skiort bildete zugleich den höchsten Punkt der 78. Austragung. Der letzte Abschnitt fand im Rahmen eines 17,1 Kilometer langen Einzelzeitfahrens statt, wobei Genf als Start- und Zielort diente.
| Etappe         | Datum              | Strecke                               | Typ                 | km    |
| -------------- | ------------------ | ------------------------------------- | ------------------- | ----- |
| Prolog         | Di, 29. April 2025 | Saint-Imier – Saint-Imier             | Einzelzeitfahren    | 3,4   |
| 1              | Mi, 30. April 2025 | Münchenstein – Freiburg               | Mittelgebirgsetappe | 194,3 |
| 2              | Do, 1. Mai 2025    | La Grande Béroche – La Grande Béroche | Mittelgebirgsetappe | 157   |
| 3              | Fr, 2. Mai 2025    | Cossonay – Cossonay                   | Mittelgebirgsetappe | 183,1 |
| 4              | Sa, 3. Mai 2025    | Sion – Thyon                          | Hochgebirgsetappe   | 118,2 |
| 5              | So, 4. Mai 2025    | Genf – Genf                           | Einzelzeitfahren    | 17,1  |
| Gesamtdistanz: | Gesamtdistanz:     | Gesamtdistanz:                        | Gesamtdistanz:      | 673,1 |

## Reglement
Im Rahmen der 78. Auflage wurden Trikots für die Gesamtwertung (gelb), Punktewertung (orange), Bergwertung (hellblau) und Nachwuchswertung (weiss) vergeben. Zudem gab es eine Auszeichnung des kämpferischsten Fahrers und eine Teamwertung, die sich aus den Zeiten der drei besten Fahrer pro Etappe ergab. Zudem gab es die Möglichkeit, Zeitbonifikationen zu gewinnen, um sich in der Gesamtwertung zu verbessern. Die Vergabe der Sekunden sowie der Punkte wird in der folgenden Tabelle erklärt.
|               |                                        | 1. | 2. | 3. | 4. | 5. | 6. | 7. | 8. | 9. | 10. | 11. | 12. | 13. | 14. | 15. | Platz    |
| Punktewertung | Zielankunft (Zeitfahren & Bergankunft) | 30 | 25 | 22 | 19 | 17 | 15 | 13 | 11 | 9  | 7   | 6   | 5   | 4   | 3   | 2   | Punkte   |
| Punktewertung | Zielankunft                            | 50 | 30 | 20 | 18 | 16 | 14 | 12 | 10 | 8  | 7   | 6   | 5   | 4   | 3   | 2   | Punkte   |
| Punktewertung | Zwischensprint                         | 15 | 10 | 6  |    |    |    |    |    |    |     |     |     |     |     |     | Punkte   |
| Bergwertung   | 1. Kategorie                           | 15 | 10 | 6  | 4  | 2  |    |    |    |    |     |     |     |     |     |     | Punkte   |
| Bergwertung   | 2. Kategorie                           | 10 | 6  | 4  | 2  | 1  |    |    |    |    |     |     |     |     |     |     | Punkte   |
| Bergwertung   | 3. Kategorie                           | 5  | 3  | 1  |    |    |    |    |    |    |     |     |     |     |     |     | Punkte   |
| Bonussekunden | Zielankunft                            | 10 | 6  | 4  |    |    |    |    |    |    |     |     |     |     |     |     | Sekunden |

## Teilnehmende Mannschaften und Fahrer
Neben den 18 UCI WorldTeams nahmen auch zwei UCI ProTeams an dem Rennen teil. Für jede Mannschaft waren sieben Fahrer startberechtigt, wobei Andrea Vendrame (Decathlon AG2R La Mondiale Team) und Luca Van Boven (Intermarché-Wanty) das Rennen nicht in Angriff nahmen.
Als Favorit auf den Gesamtsieg galt in erster Linie der Belgier Remco Evenepoel (Soudal Quick-Step), der bei der Tour de Romandie in Vorbereitung auf die Tour de France sein erstes Etappenrennen der Saison bestritt. Weitere bekannte Gesamtklassement-Fahrer waren: João Almeida (UAE Team Emirates-XRG), Carlos Rodríguez, Geraint Thomas (beide Ineos Grenadiers), David Gaudu (Groupama-FDJ), Alexander Wlassow (Red Bull-Bora-hansgrohe), Lenny Martinez (Bahrain Victorious), Lennert Van Eetvelt (Lotto), Oscar Onley (Team Picnic PostNL), Eddie Dunbar, Lucas Plapp (beide Team Jayco AlUla), Lennard Kämna (Lidl-Trek), Emanuel Buchmann, Ion Izagirre (beide Cofidis), Pablo Castrillo (Movistar Team) und Harold Tejada (XDS Astana Team).
Aufgrund der hügligen Etappen starteten mit Matthew Brennan (Team Visma-Lease a Bike), Pavel Bittner (Team Picnic PostNL), Milan Fretin (Intermarché-Wanty), Matthew Walls (Groupama-FDJ) und Maikel Zijlaard (Tudor Pro Cycling Team) nur wenige endschnelle Fahrer bei der 78. Austragung.
In den beiden Zeitfahren galten in erster Linie der Weltmeister Remco Evenepoel, sowie Stefan Küng (Groupama-FDJ), Stefan Bissegger (Decathlon AG2R La Mondiale Team), João Almeida, Jay Vine (beide UAE Team Emirates-XRG) und Lucas Plapp (Team Jayco AlUla) als Favoriten.
| UCI WorldTeams | UCI WorldTeams                  | UCI WorldTeams | UCI WorldTeams          | UCI WorldTeams | UCI WorldTeams          | UCI ProTeams | UCI ProTeams           |
| -------------- | ------------------------------- | -------------- | ----------------------- | -------------- | ----------------------- | ------------ | ---------------------- |
| ADC            | Alpecin-Deceuninck              | IGD            | Ineos Grenadiers        | DFP            | Team Picnic PostNL      | LOT          | Lotto                  |
| ARK            | Arkéa-B&B Hotels                | GFC            | Intermarché-Wanty       | TVL            | Team Visma-Lease a Bike | TUD          | Tudor Pro Cycling Team |
| TBV            | Bahrain Victorious              | LTK            | Lidl-Trek               | UAD            | UAE Team Emirates-XRG   |              |                        |
| COF            | Cofidis                         | MOV            | Movistar Team           | XAT            | XDS Astana Team         |              |                        |
| DAT            | Decathlon AG2R La Mondiale Team | RBH            | Red Bull-Bora-hansgrohe |                |                         |              |                        |
| EFE            | EF Education-EasyPost           | SOQ            | Soudal Quick-Step       |                |                         |              |                        |
| GFC            | Groupama-FDJ                    | JAY            | Team Jayco AlUla        |                |                         |              |                        |

## Rennverlauf und Ergebnisse
Im Prolog setzte sich der Brite Samuel Watson (Ineos Grenadiers) mit einem Vorsprung von drei Zehntel vor Ivo Oliveira (UAE Team Emirates-XRG) durch. Dahinter folgte der U23-Einzelzeitfahrweltmeister Iván Romeo (Movistar) mit einem Rückstand von drei Sekunden. Die meisten Gesamtklassement-Fahrer büßten weniger als 15 Sekunden ein, wobei Lennard Kämna (Lidl-Trek) und Emanuel Buchmann (Cofidis) 23 bzw. 24 Sekunden verloren.

### Prolog: Saint-Imier – Saint-Imier (3,4 km)
Der erste Abschnitt wurde in Form eines Prologs in Saint-Imier ausgetragen. Nach dem Start auf der Rue Baptiste-Savoye führte die Strecke über die Rue de Châtillon, Rue du Temple und Rue de la Citadelle auf die Rue Paul-Charmillot, wobei die Straße stetig leicht anstieg. Im Anschluss bogen die Fahrer rechts auf die Route de Tramelan, auf der bei der Kreuzung mit der Rue de la Carrière eine Wende erfolgte. Die letzten Meter führten auf der Passage de la Raissette, Rue de Champ-Meusel und Rue de Tivoli zurück ins Zentrum von Saint-Imier, wo sich das Ziel beim Place du Seize-Mars befand.
| Platz | Fahrer             | Nation | Team                            | Zeit                   |
| ----- | ------------------ | ------ | ------------------------------- | ---------------------- |
| 01.   | Samuel Watson      | GBR    | Ineos Grenadiers                | 0:04:33 h (45,31 km/h) |
| 02.   | Ivo Oliveira       | POR    | UAE Team Emirates-XRG           | "                      |
| 03.   | Iván Romeo         | ESP    | Movistar Team                   | + 0:03 min             |
| 04.   | Stefan Bissegger   | SUI    | Decathlon AG2R La Mondiale Team | "                      |
| 05.   | Maikel Zijlaard    | NED    | Tudor Pro Cycling Team          | "                      |
| 06.   | Stefan Küng        | SUI    | Groupama-FDJ                    | + 0:04 min             |
| 07.   | Thibault Guernalec | FRA    | Arkéa-B&B Hotels                | "                      |
| 08.   | Remco Evenepoel    | BEL    | Soudal Quick-Step               | "                      |
| 09.   | Jay Vine           | AUS    | UAE Team Emirates-XRG           | + 0:05 min             |
| 010.  | Jan Christen       | SUI    | UAE Team Emirates-XRG           | "                      |

| Platz | Fahrer             | Nation | Team                            | Zeit       |
| ----- | ------------------ | ------ | ------------------------------- | ---------- |
| 01.   | Samuel Watson      | GBR    | Ineos Grenadiers                | 0:04:33 h  |
| 02.   | Ivo Oliveira       | POR    | UAE Team Emirates-XRG           | "          |
| 03.   | Iván Romeo         | ESP    | Movistar Team                   | + 0:03 min |
| 04.   | Stefan Bissegger   | SUI    | Decathlon AG2R La Mondiale Team | "          |
| 05.   | Maikel Zijlaard    | NED    | Tudor Pro Cycling Team          | "          |
| 05.   | Stefan Küng        | SUI    | Groupama-FDJ                    | + 0:04 min |
| 07.   | Thibault Guernalec | FRA    | Arkéa-B&B Hotels                | "          |
| 08.   | Remco Evenepoel    | BEL    | Soudal Quick-Step               | "          |
| 09.   | Jay Vine           | AUS    | UAE Team Emirates-XRG           | + 0:05 min |
| 10.   | Jan Christen       | SUI    | UAE Team Emirates-XRG           | "          |

### Etappe 1: Münchenstein – Freiburg (194,3 km)
Die erste Etappe startete in Münchenstein und führte über hügliges Terrain ins südliche Freiburg. Bereits auf den ersten Kilometern verlief die Streckenführung hügelig, wobei es über Bretzwil nach Grindel (578 m) ging, wo nach 28,2 Kilometern eine Bergwertung der 3. Kategorie abgenommen wurde. Nach einem kurzen Flachstück wurde Delémont erreicht, bevor die Straße stetig zu steigen begann und über Moutier nach Sorvilier führte, wo bei Kilometer 67,2 ein Zwischensprint ausgefahren wurde. Auf der weiteren Fahrt Richtung Westen wurden Tavannes und Tramelan durchfahren, ehe mit dem Mont Crosin (1227 m) der höchste Punkt der Etappe überquert wurde. Hier wurde nach 92 Kilometern eine Bergwertung der 3. Kategorie abgenommen. Nach der anschließenden Abfahrt wurde Saint-Imier erreicht, bevor mit dem Col des Pontins (1109 m) eine Bergwertung der 2. Kategorie nach 102,2 Kilometern überquert wurde. Nun ging es bergab nach Savagnier, das den Ausgangspunkt der letzten kategorisierten Steigung bildete. Diese führte nach Chaumont (1132 m), wobei die drei Kilometer lange Auffahrt im Schnitt mit fast 12 % anstieg. Auf der Kuppe wurde 75,8 Kilometer vor dem Ziel eine Bergwertung der 2. Kategorie abgenommen, ehe es bergab nach Le Landeron zum Ufer des Neuenburgersee ging. Die letzten rund 50 Kilometer verliefen großteils flach. In Salavaux und Murten wurden 39 bzw. 19,9 Kilometer vor dem Ziel jeweils ein Zwischensprint ausgefahren, bevor es über Gurmels, Düdingen und Tafers leicht ansteigend zum Zielort Freiburg ging. Die Ziellinie befand sich am Ende einer kurzen Steigung auf dem Boulevard Pérolles.
| Platz | Fahrer                 | Nation | Team                            | Zeit                   |
| ----- | ---------------------- | ------ | ------------------------------- | ---------------------- |
| 01.   | Matthew Brennan        | GBR    | Team Visma-Lease a Bike         | 4:42:32 h (41,26 km/h) |
| 02.   | Aurélien Paret-Peintre | FRA    | Decathlon AG2R La Mondiale Team | "                      |
| 03.   | Artem Shmidt           | USA    | Ineos Grenadiers                | "                      |
| 04.   | Huub Artz              | NED    | Intermarché-Wanty               | "                      |
| 05.   | Clément Venturini      | FRA    | Arkéa-B&B Hotels                | "                      |
| 06.   | Oscar Onley            | GBR    | Team Picnic PostNL              | "                      |
| 07.   | Clément Champoussin    | FRA    | XDS Astana Team                 | "                      |
| 08.   | Milan Menten           | BEL    | Lotto                           | "                      |
| 09.   | Ramses Debruyne        | BEL    | Alpecin-Deceuninck              | "                      |
| 010.  | Ben Swift              | GBR    | Ineos Grenadiers                | "                      |

| Platz | Fahrer                 | Nation | Team                            | Zeit       |
| ----- | ---------------------- | ------ | ------------------------------- | ---------- |
| 01.   | Matthew Brennan        | GBR    | Team Visma-Lease a Bike         | 4:47:02 h  |
| 02.   | Samuel Watson          | GBR    | Ineos Grenadiers                | + 0:03 min |
| 03.   | Ivo Oliveira           | POR    | UAE Team Emirates-XRG           | "          |
| 04.   | Artem Shmidt           | USA    | Ineos Grenadiers                | + 0:05 min |
| 05.   | Iván Romeo             | ESP    | Movistar Team                   | + 0:06 min |
| 06.   | Stefan Küng            | SUI    | Groupama-FDJ                    | + 0:07 min |
| 07.   | Thibault Guernalec     | FRA    | Arkéa-B&B Hotels                | "          |
| 08.   | Aurélien Paret-Peintre | FRA    | Decathlon AG2R La Mondiale Team | "          |
| 09.   | Remco Evenepoel        | BEL    | Soudal Quick-Step               | "          |
| 10.   | Jay Vine               | AUS    | UAE Team Emirates-XRG           | + 0:08 min |

### Etappe 2: La Grande Béroche – La Grande Béroche (157 km)
Die zweite Etappe wurde auf zwei anspruchsvollen Schleifen ausgetragen, wobei La Grande Béroche als Start- und Zielort diente. Der Start erfolgte in der Ortschaft Bevaix, ehe es entlang des Neuenburgersees nach Cortaillod ging. Bereits nach wenigen Kilometern erfolgte hier die Auffahrt auf den Col de la Tourne (1157 m), der als Bergwertung der 2. Kategorie galt und nach 14,2 Kilometern überquert wurde. Die anschließende Abfahrt leitete die Fahrer ins westliche Couvet, wo die Straße erneut zu steigen begann und nach Mauborget (1157 m) führte. Auch dieser Anstieg, der nach 42,2 Kilometern überquert worden war, wurde als Bergwertung der 2. Kategorie klassifiziert. Nun ging es bergab zum Ufer des Neuenburgersee, dem die Fahrer erneut bis Cortaillod folgten. Anders als auf der ersten Runde führte die Strecke diesmal jedoch nicht auf den Col de la Tourne, sondern nach Les Grattes (847 m), wo bei Kilometer 88,5 eine Bergwertung der 3. Kategorie abgenommen wurde. Die Fahrer bogen nun rechts ab und gelangten so nach Coffrane. Hier erfolgte nach 93,5 Kilometern der erste Zwischensprint. Auf einem Plateau setzten die Fahrer im Anschluss ihre Fahrt Richtung Nordosten fort, ehe sie wie auf der 1. Etappe die Auffahrt von Chaumont (1132 m) in Angriff nahmen. Dieser steile Anstieg der 2. Kategorie bildete zudem 47,9 Kilometer vor dem Ziel die letzte Bergwertung (2. Kategorie). Die anschließende Abfahrt verlief erneut über Le Landeron, bevor es entlang des Neuenburgersees zum Ziel in La Grande Béroche ging. Auf den letzten 30 flachen Kilometern wurde dabei in Cornaux und Saint-Blaise jeweils ein Zwischensprint ausgefahren.
| Platz | Fahrer              | Nation | Team                  | Zeit                   |
| ----- | ------------------- | ------ | --------------------- | ---------------------- |
| 01.   | Lorenzo Fortunato   | ITA    | XDS Astana Team       | 3:54:40 h (40,14 km/h) |
| 02.   | Alex Baudin         | FRA    | EF Education-EasyPost | + 0:02 min             |
| 03.   | Junior Lecerf       | BEL    | Soudal Quick-Step     | "                      |
| 04.   | Lennert Van Eetvelt | BEL    | Lotto                 | "                      |
| 05.   | Juan Pedro López    | ESP    | Lidl-Trek             | "                      |
| 06.   | Remco Evenepoel     | BEL    | Soudal Quick-Step     | + 0:56 min             |
| 07.   | Harold Tejada       | COL    | XDS Astana Team       | "                      |
| 08.   | Javier Romo         | ESP    | Movistar Team         | "                      |
| 09.   | Cristián Rodríguez  | ESP    | Arkéa-B&B Hotels      | "                      |
| 010.  | Eddie Dunbar        | IRL    | Team Jayco AlUla      | "                      |

| Platz | Fahrer              | Nation | Team                  | Zeit       |
| ----- | ------------------- | ------ | --------------------- | ---------- |
| 01.   | Alex Baudin         | FRA    | EF Education-EasyPost | 8:41:53 h  |
| 02.   | Junior Lecerf       | BEL    | Soudal Quick-Step     | + 0:05 min |
| 03.   | Lennert Van Eetvelt | BEL    | Lotto                 | + 0:06 min |
| 04.   | Lorenzo Fortunato   | ITA    | XDS Astana Team       | + 0:17 min |
| 05.   | Juan Pedro López    | ESP    | Lidl-Trek             | "          |
| 06.   | Remco Evenepoel     | BEL    | Soudal Quick-Step     | + 0:52 min |
| 07.   | Jay Vine            | AUS    | UAE Team Emirates-XRG | + 0:53 min |
| 08.   | João Almeida        | POR    | UAE Team Emirates-XRG | "          |
| 09.   | Lenny Martinez      | FRA    | Bahrain Victorious    | + 0:56 min |
| 10.   | Harold Tejada       | COL    | XDS Astana Team       | "          |

### 3. Etappe: Cossonay – Cossonay (183,1 km)
Die dritte Etappe fand um Cossonay statt, wobei die Fahrer mehrere Schleifen absolvieren mussten. Die Strecke führte dabei zunächst in Richtung Norden, ehe es über Orbe nach Montcherand (665 m) ging, wo nach 18,6 Kilometern die erste Bergwertung der 3. Kategorie abgenommen wurde. Im Anschluss ging es über Croy, Moiry, Cuarnens und Cottens zurück nach Cossonay. Im Vorfeld der ersten Zieldurchfahrt wurde dabei jener Anstieg befahren, der auch im Finale absolviert werden musste. Hier wurde auf einer Höhe von 566 Metern nach 54,5 Kilometern eine Bergwertung der 3. Kategorie abgenommen. Die zweite Schleife führte die Fahrer über Moiry, Cuarnens und L’Isle ins südliche Mollens, ehe es über Ballens nach Apples ging, wo bei Kilometer 92 der erste Zwischensprint erfolgte. Im Anschluss ging es auf direktem Weg über Gollion, wobei in Cossonay nach 107,3 Kilometern erneut eine Bergwertung der 3. Kategorie abgenommen wurde. Die dritte und abschließende Schleife war 75,8 Kilometer lang. Sie beinhaltete den Anstieg des Col du Mollendruz (566 m), der 39,9 Kilometer vor dem Ziel überquert wurde. Der Pass galt als Bergwertung der 2. Kategorie und wurde über Romainmôtier-Envy erreicht. Die letzten Kilometer führten über Mollens und Apples, wo 25 bzw. 15,7 Kilometer vor dem Ziel jeweils ein Zwischensprint ausgefahren wurde. Die Auffahrt zum Zielstrich erfolgte erneut über den kurzen Schlussanstieg von Cossonay, wobei diesmal keine Bergwertung abgenommen wurde.
| Platz | Fahrer                 | Nation | Team                            | Zeit                   |
| ----- | ---------------------- | ------ | ------------------------------- | ---------------------- |
| 01.   | Jay Vine               | AUS    | UAE Team Emirates-XRG           | 4:03:35 h (45,10 km/h) |
| 02.   | Lenny Martinez         | FRA    | Bahrain Victorious              | + 0:02 min             |
| 03.   | João Almeida           | POR    | UAE Team Emirates-XRG           | "                      |
| 04.   | Louis Barré            | FRA    | Intermarché-Wanty               | "                      |
| 05.   | Alberto Bettiol        | ITA    | EF Education-EasyPost           | "                      |
| 06.   | Javier Romo            | ESP    | Movistar Team                   | "                      |
| 07.   | Remco Evenepoel        | BEL    | Soudal Quick-Step               | "                      |
| 08.   | Aurélien Paret-Peintre | FRA    | Decathlon AG2R La Mondiale Team | "                      |
| 09.   | Oscar Onley            | GBR    | Team Picnic PostNL              | "                      |
| 010.  | Mathys Rondel          | FRA    | Tudor Pro Cycling Team          | "                      |

| Platz | Fahrer              | Nation | Team                  | Zeit       |
| ----- | ------------------- | ------ | --------------------- | ---------- |
| 01.   | Alex Baudin         | FRA    | EF Education-EasyPost | 12:45:30 h |
| 02.   | Junior Lecerf       | BEL    | Soudal Quick-Step     | + 0:05 min |
| 03.   | Lennert Van Eetvelt | BEL    | Lotto                 | + 0:06 min |
| 04.   | Lorenzo Fortunato   | ITA    | XDS Astana Team       | + 0:17 min |
| 05.   | Juan Pedro López    | ESP    | Lidl-Trek             | "          |
| 06.   | Jay Vine            | AUS    | UAE Team Emirates-XRG | + 0:41 min |
| 07.   | João Almeida        | POR    | UAE Team Emirates-XRG | + 0:49 min |
| 08.   | Lenny Martinez      | FRA    | Bahrain Victorious    | + 0:50 min |
| 09.   | Remco Evenepoel     | BEL    | Soudal Quick-Step     | + 0:52 min |
| 10.   | Harold Tejada       | COL    | XDS Astana Team       | + 0:56 min |

### 4. Etappe: Sion – Thyon (118,2 km)
Die vierte Etappe führte von Sion nach Thyon, wo die einzige Bergankunft der 78. Austragung auf einer Höhe von 2090 Metern stattfand. Die ersten fünf Kilometer verliefen flach, ehe es über Grimisuat und Arbaz nach Anzère (1542 m) ging. Hier wurde nach 22,4 Kilometern eine Bergwertung der 1. Kategorie abgenommen. Die nachfolgende Abfahrt führte nach Ayent, ehe die Straße erneut zu steigen begann und über Icogne nach Lens führte. Nach 35,3 Kilometern wurde hier eine Bergwertung der 3. Kategorie abgenommen, bevor es bergab ins Rhonetal ging. Bei Grône querten die Fahrer die Rhone, ehe sie eine kurze flache Schleife absolvieren, die über Saint-Léonard und Chalais zurück nach Grône führte. Hier wurde bei Kilometer 64,7 ein Zwischensprint ausgefahren, ehe die Straße erneut zu steigen begann und über die Route de Loye und Route de Nax nach Nax (1297 m) führte, wo nach 76,4 Kilometern eine Bergwertung der 1. Kategorie abgenommen wurde. Der 11,5 Kilometer lange Anstieg wies dabei eine durchschnittliche Steigung von 6,8 % auf und wurde als Bergwertung der 1. Kategorie klassifiziert. Mit Nax erreichten die Fahrer jedoch noch nicht den höchsten Punkt des Anstiegs, da es nach einem kurzen Flachstück weiter ins höhere Suen (1430 m) ging. Hier wurde bei Kilometer 84,2 eine Bergwertung der 3. Kategorie abgenommen. Im Anschluss folgte eine länger Abfahrt, die die Fahrer über Vex zurück zum Startort Sion leitete. Der Schlussanstieg nach Thyon war 20,2 Kilometer lang und wies eine durchschnittliche Steigung von 7,7 % auf. Die Auffahrt erfolgte über Les Agettes, wobei die Kilometerschnitte nach der Ortschaft etwas zulegten und zum Teil mehr als 10 % betrugen. Im Ziel wurde eine Bergwertung der 1. Kategorie abgenommen. Im unteren Abschnitt wurde bei Salins 18,8 Kilometer vor dem Ziel der letzte Zwischensprint ausgefahren.
| Platz | Fahrer             | Nation | Team                    | Zeit                   |
| ----- | ------------------ | ------ | ----------------------- | ---------------------- |
| 01.   | Lenny Martinez     | FRA    | Bahrain Victorious      | 3:43:46 h (31,69 km/h) |
| 02.   | João Almeida       | POR    | UAE Team Emirates-XRG   | "                      |
| 03.   | Lorenzo Fortunato  | ITA    | XDS Astana Team         | + 0:29 min             |
| 04.   | Jay Vine           | AUS    | UAE Team Emirates-XRG   | + 0:31 min             |
| 05.   | Carlos Rodríguez   | ESP    | Ineos Grenadiers        | "                      |
| 06.   | Cristián Rodríguez | ESP    | Arkéa-B&B Hotels        | + 1:11 min             |
| 07.   | Mathys Rondel      | FRA    | Tudor Pro Cycling Team  | + 1:13 min             |
| 08.   | Jørgen Nordhagen   | NOR    | Team Visma-Lease a Bike | + 1:17 min             |
| 09.   | Sergio Higuita     | COL    | XDS Astana Team         | + 1:29 min             |
| 010.  | Junior Lecerf      | BEL    | Soudal Quick-Step       | "                      |

| Platz | Fahrer             | Nation | Team                   | Zeit       |
| ----- | ------------------ | ------ | ---------------------- | ---------- |
| 01.   | Lenny Martinez     | FRA    | Bahrain Victorious     | 16:29:56 h |
| 02.   | Lorenzo Fortunato  | ITA    | XDS Astana Team        | + 0:02 min |
| 03.   | João Almeida       | POR    | UAE Team Emirates-XRG  | + 0:03 min |
| 04.   | Jay Vine           | AUS    | UAE Team Emirates-XRG  | + 0:32 min |
| 05.   | Junior Lecerf      | BEL    | Soudal Quick-Step      | + 0:54 min |
| 06.   | Carlos Rodríguez   | ESP    | Ineos Grenadiers       | "          |
| 07.   | Juan Pedro López   | ESP    | Lidl-Trek              | + 1:06 min |
| 08.   | Mathys Rondel      | FRA    | Tudor Pro Cycling Team | + 1:37 min |
| 09.   | Remco Evenepoel    | BEL    | Soudal Quick-Step      | + 1:41 min |
| 10.   | Cristián Rodríguez | ESP    | Arkéa-B&B Hotels       | + 1:46 min |

### 5. Etappe: Genf – Genf (17,1 km)
Die abschließende fünfte Etappe wurde im Rahmen eines Einzelzeitfahrens ausgetragen, wobei Genf als Start- und Zielort diente. Der Start erfolgte vor der Universität von Genf, ehe die Strecke vorbei am Musée d’Art et d’Histoire zum Quai Gustave-Ador führte. Entlang des Genfersees ging es nun in Richtung Osten, bevor die Fahrer rechts auf die Rampe de Cologny abbogen, die bei geringen Steigungsprozenten zum Golf Club De Geneve führte. Hier wurde nach 11,5 Kilometern die einzige Zwischenzeit genommen. Bei Capite bogen die Fahrer links auf den Chemine des Rayes ab, ehe sie zurück ans Ufer des Genfersees gelangten und diesem Richtung Westen folgten. Dabei passierten sie mit dem Jet d’Eau auch das Wahrzeichen der Stadt. Auf den letzten Kilometern folgten mehrere technische Passagen, wobei eine Kehre nach der Überquerung der Pont du Mont-Blanc den Auftakt machte. Vorbei am Place du Bourg-de-Four ging es zur Rue du Mont-de-Sion, ehe beim Place de Neuve eine weitere Wende erfolgte. Das Ziel befand sich schlussendlich nach weiteren Kurven-Kombinationen auf der Rue Saint-Léger vor dem Palais de l’Athénée.
| Platz | Fahrer                | Nation | Team                    | Zeit                    |
| ----- | --------------------- | ------ | ----------------------- | ----------------------- |
| 01.   | Remco Evenepoel       | BEL    | Soudal Quick-Step       | 00:20:33 h (49,92 km/h) |
| 02.   | João Almeida          | POR    | UAE Team Emirates-XRG   | + 0:12 min              |
| 03.   | Alberto Bettiol       | ITA    | EF Education-EasyPost   | + 0:18 min              |
| 04.   | Jay Vine              | AUS    | UAE Team Emirates-XRG   | + 0:24 min              |
| 05.   | Alexander Wlassow     | RUS    | Red Bull-bora-hansgrohe | + 0:27 min              |
| 06.   | Raúl García Pierna    | ESP    | Arkéa-B&B Hotels        | + 0:32 min              |
| 07.   | Thibault Guernalec    | FRA    | Arkéa-B&B Hotels        | + 0:33 min              |
| 08.   | Johan Price-Pejtersen | DEN    | Alpecin-Deceuninck      | + 0:38 min              |
| 09.   | Rémi Cavagna          | FRA    | Groupama-FDJ            | + 0:39 min              |
| 010.  | Stefan Küng           | SUI    | Groupama-FDJ            | "                       |

| Platz | Fahrer            | Nation | Team                   | Zeit       |
| ----- | ----------------- | ------ | ---------------------- | ---------- |
| 01.   | João Almeida      | POR    | UAE Team Emirates-XRG  | 16:50:44 h |
| 02.   | Lenny Martinez    | FRA    | Bahrain Victorious     | + 0:26 min |
| 03.   | Jay Vine          | AUS    | UAE Team Emirates-XRG  | + 0:41 min |
| 04.   | Lorenzo Fortunato | ITA    | XDS Astana Team        | + 1:22 min |
| 05.   | Remco Evenepoel   | BEL    | Soudal Quick-Step      | + 1:26 min |
| 06.   | Carlos Rodríguez  | ESP    | Ineos Grenadiers       | + 1:31 min |
| 07.   | Juan Pedro López  | ESP    | Lidl-Trek              | + 2:05 min |
| 08.   | Junior Lecerf     | BEL    | Soudal Quick-Step      | + 2:16 min |
| 09.   | Mathys Rondel     | FRA    | Tudor Pro Cycling Team | + 2:43 min |
| 10.   | Javier Romo       | ESP    | Movistar Team          | + 2:58 min |

## Vergabe der UCI-Punkte
Die Tour de Romandie ist Teil der UCI WorldTour 2025. Während des Rennens wurden UCI-Punkte vergeben, die sich auf die Platzierung der Fahrer und Mannschaften im UCI Ranking auswirkten. Die Punktevergabe erfolgte nach folgendem Schlüssel:
| Platzierung    | 1.  | 2.  | 3.  | 4.  | 5.  | 6.  | 7.  | 8.  | 9.  | 10. | Anmerkung                               |
| -------------- | --- | --- | --- | --- | --- | --- | --- | --- | --- | --- | --------------------------------------- |
| Gesamtwertung  | 500 | 400 | 325 | 275 | 225 | 175 | 150 | 125 | 100 | 85  | gestaffelt bis zum 60. Platz (3 Punkte) |
| Punktewertung  | 10  | —   | —   | —   | —   | —   | —   | —   | —   | —   |                                         |
| Bergwertung    | 10  | —   | —   | —   | —   | —   | —   | —   | —   | —   |                                         |
| Etappenwertung | 60  | 40  | 30  | 25  | 20  | 15  | 10  | 8   | 5   | 2   |                                         |
| Führung        | 10  | —   | —   | —   | —   | —   | —   | —   | —   | —   | Gesamtführender nach jeder Etappe       |

## Wertungen im Verlauf
| Etappe          | Etappensieger     | Gesamtwertung   | Punktewertung   | Bergwertung    | Nachwuchswertung | Teamwertung           |
| --------------- | ----------------- | --------------- | --------------- | -------------- | ---------------- | --------------------- |
| Prolog          | Samuel Watson     | Samuel Watson   | Samuel Watson   | nicht vergeben | Samuel Watson    | UAE Team Emirates-XRG |
| 1               | Matthew Brennan   | Matthew Brennan | Matthew Brennan | Ben Zwiehoff   | Matthew Brennan  | UAE Team Emirates-XRG |
| 2               | Lorenzo Fortunato | Alex Baudin     | Matthew Brennan | Ben Zwiehoff   | Alex Baudin      | XDS Astana Team       |
| 3               | Jay Vine          | Alex Baudin     | Jay Vine        | Ben Zwiehoff   | Alex Baudin      | XDS Astana Team       |
| 4               | Lenny Martinez    | Lenny Martinez  | Jay Vine        | Ben Zwiehoff   | Lenny Martinez   | XDS Astana Team       |
| 5               | Remco Evenepoel   | João Almeida    | Jay Vine        | Ben Zwiehoff   | Lenny Martinez   | UAE Team Emirates-XRG |
| Wertungssieger: | Wertungssieger:   | João Almeida    | Jay Vine        | Ben Zwiehoff   | Lenny Martinez   | UAE Team Emirates-XRG |